# Campionato Internazionale 1917-1918
La stagione 1917-1918 è stato l'ottavo Campionato Internazionale, e ha visto campione l'Hockey Club Bellerive Vevey.

## Finale
| Les Avants 6 gennaio 1918 | Bellerive Vevey | 2 – 1 referto | Rosey-Gstaad |  |

## Verdetti
| Campionato Internazionale 1917-1918 | Campionato Internazionale 1917-1918 |
| ----------------------------------- | ----------------------------------- |
| Campionato Internazionale           | Bellerive Vevey                     |